# Francesco Cirio
Francesco Cirio (Nizza Monferrato, 25 dicembre 1836 – Roma, 9 gennaio 1900) è stato un imprenditore italiano, fondatore dell'azienda di conserve Cirio.

## Biografia
Se si guarda a quello che realizzò nel corso della vita, non è improprio definire Francesco Cirio un figlio d'arte. Il gusto per il commercio, da molti considerato un'arte, glielo trasmise il padre Giuseppe, mediatore e sensale in granaglie. Nel passaggio generazionale del testimone Francesco seppe mostrarsi più abile del padre ma, naturalmente, inciampò anch'egli in vari ostacoli e non fu esente dal commettere errori.
L'infanzia del piccolo Francesco non trascorse agevolmente, giacché per molti anni lo spettro della precarietà economica gli fu compagno. Nacque a Nizza Monferrato il giorno di Natale del 1835 e nel gennaio 1836, dopo appena un mese, la famiglia, sospinta dalla recessione, si trasferì a Fontanile, dove il padre diede vita a un negozio per la vendita di olio, pasta e pane, con annesso macello. A Fontanile nacquero anche due fratelli minori: Luigi e Giovanni Battista. La diversificazione del negozio non giovò alle fortune dell'esercizio, così nel 1845 la famiglia si spostò nuovamente ad Alessandria, dove vi era richiesta di braccianti per lavori svolti in Cittadella.
All'epoca, presso le classi sociali meno abbienti, ci si concentrava in prevalenza sul lavoro e all'educazione scolastica era assegnato uno spazio marginale: nonostante ciò Francesco era, secondo l'opinione di Annamaria Ferrero, un «geniale analfabeta». Fin dai primi anni dell'adolescenza cominciarono in lui a emergere i tratti salienti dell'imprenditore: iperattivismo, propensione al rischio, intraprendenza, capacità di prefigurare il futuro.
Un'attività che Francesco Cirio intraprese con profitto sin dall'età di undici anni consisteva nel viziare i suoi clienti: quando ancora viveva a Fontanile, prese l'abitudine di recarsi a piedi al mercato di Nizza Monferrato, dove acquistava un cesto pieno d'ortaggi. Poi, caricatoselo sulle spalle, tornava indietro e li rivendeva sulla soglia delle case. Più tardi, quando si trasferì a Torino col fratello Ludovico, applicò nuovamente la stessa tecnica; acquistava verdura a un prezzo ridotto al mercato di Porta Palazzo in prossimità dell'ora di chiusura, poi la rivendeva nei quartieri periferici della città; ragion per cui, in piemontese, era soprannominato 'l Re 'd Pòrta Palass.
Il passo successivo Francesco lo compì intorno al 1850, dotandosi di un carretto a mano su cui esponeva e commercializzava ortaggi e legumi freschi. Nel contempo, sempre più spesso, rifletteva con il fratello e con un cuoco di Casa Savoia, tal Teofilo Barla, su un problema a quell'epoca ancora irrisolto in Italia, un problema che toglieva il sonno a molti nel grande mercato di Porta Palazzo: come si sarebbe potuto soddisfare il crescente desiderio di pregiati prodotti freschi italiani, una pressante richiesta che proveniva dalle principali piazze europee?
Francesco Cirio seppe trovare una risposta non solo al problema sollevato oltralpe, ma anche all'esigenza di conservare gli alimenti per consumarli poi nella stagione fredda. Nel 1856 prese in affitto un locale a Torino, in via Borgo Dora 34, dove fece installare un camino contenente due caldaie. Qui, basandosi solo sull'evidenza della prova pratica, pervenne infine a un metodo efficace per conservare i piselli. A dire il vero Francesco Cirio non scoprì nulla, fu Nicolas Appert, che nel 1795 inventò il procedimento chiamato poi appertizzazione in suo onore. Il merito attribuibile a Cirio è semmai quello associato all'immagine del pioniere, alla figura dell'uomo che fece nascere l'industria conserviera in Italia.

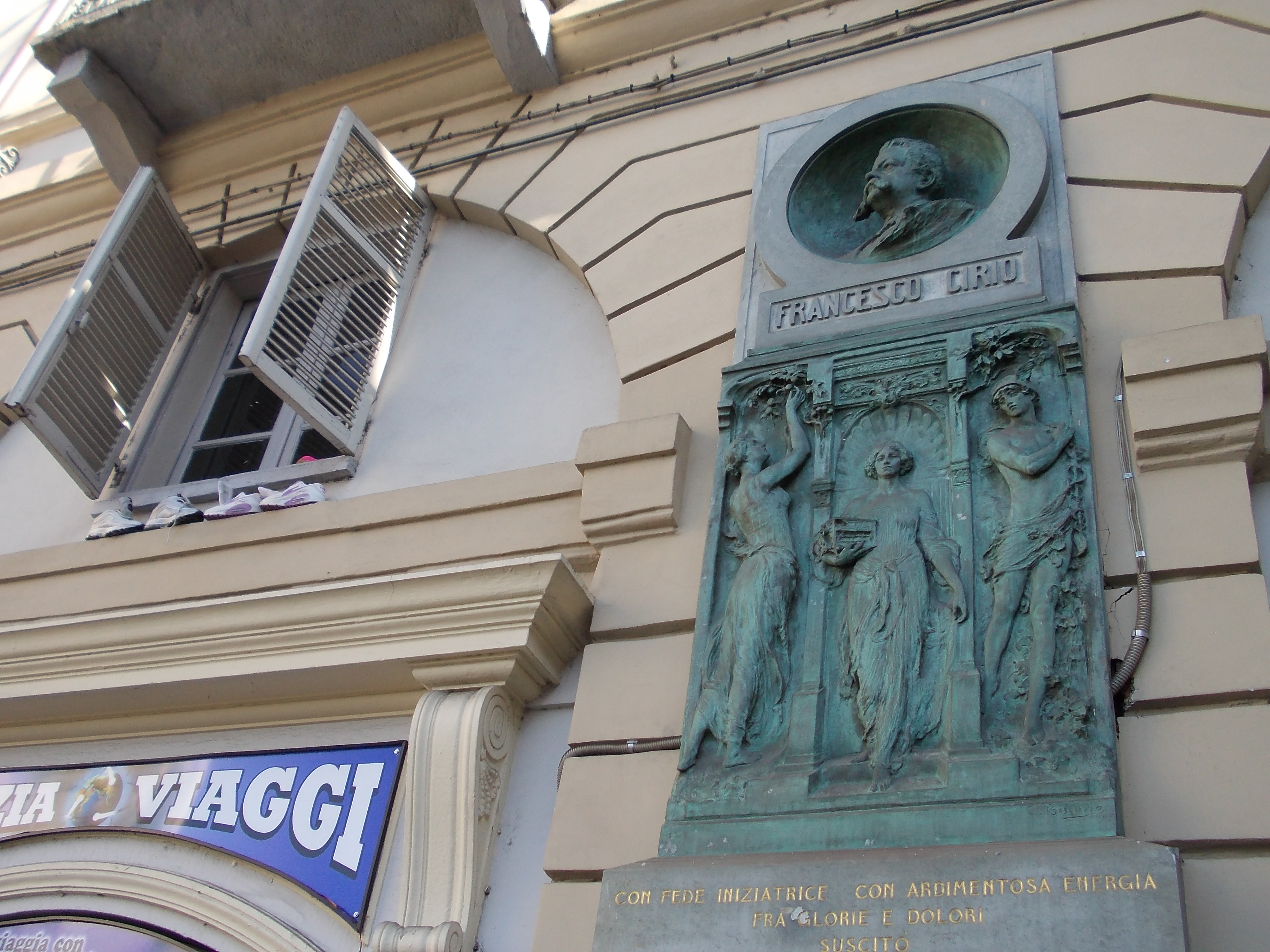
Il monumento a Cirio in piazza della Repubblica a Torino

Da quel momento, la strada per la produzione industriale di alimenti in scatola si appianò. L'apertura a Torino del primo stabilimento Cirio ebbe un effetto tonificante per la neonata azienda. In breve tempo ai piselli vennero affiancati altri prodotti fino ad arrivare al pomodoro, un caposaldo della cultura alimentare mediterranea, l'ortaggio che più di altri si legò al nome dell'azienda, quasi sovrapponendosi a essa: il "pelato Cirio". L'apprezzamento espresso dal pubblico e dagli operatori all'Esposizione Universale di Parigi, nel 1867, sancì il successo internazionale del marchio. Parallelamente, l'espansione territoriale si consolidò con l'apertura di stabilimenti ed empori a Castellammare di Stabia, Milano, Berlino, Londra, Bruxelles, Parigi, Belgrado e Vienna.
Un episodio, tra i tanti che costellarono la vita di Francesco Cirio, descrive con efficacia un'inconsueta operazione promozionale. Una grossa partita di cavolfiori era stata inviata in Germania, ma da Berlino rimbalzò indietro la notizia che gli ortaggi italiani giacevano ancora in gran parte invenduti nelle loro casse. Allora Francesco Cirio partì alla volta della capitale tedesca, portando con sé un'adeguata scorta di burro e bottiglie di vino. Ebbe cura di farsi precedere da una notizia: a ogni acquirente dei cavolfiori italiani sarebbero stati forniti gratuitamente i complementi necessari a una degustazione ottimale, buon burro fresco e vino generoso. I principali giornali riportarono la notizia che, per disciplinare la folla straripante degli acquirenti, si rese necessaria la presenza della polizia.
Tuttavia Francesco Cirio non volle operare in un'unica direzione, da un serbatoio all'apparenza inesauribile trasse energia per dar vita a nuove attività imprenditoriali. Così lo si vide nei panni di esportatore di uova, imprenditore agricolo in società col principe Enrico d'Olanda, coltivatore di tabacco in provincia di Lecce e pioniere ante litteram nella bonifica dell'Agro Pontino. Negli anni che culminarono con la sua morte, avvenuta a Roma all'alba del XX secolo, una serie di operazioni finanziarie sbagliate causarono un grave dissesto al suo patrimonio. Forse Francesco Cirio, figlio di un'Italia rurale e privo di una moderna cultura d'impresa, si avventurò in territori a lui sconosciuti, confidando in un istinto che non fu sufficiente a sottrarlo alla sconfitta.
In ogni caso, due avvenimenti di rilievo segnarono il periodo immediatamente a ridosso della morte di Francesco Cirio, vale a dire lo spostamento della "Ditta Cirio-Società Generale Conserve Alimentari" da Torino a San Giovanni a Teduccio, vicino a Napoli, e il passaggio del pacchetto azionario di maggioranza alla famiglia Signorini. Cirio è sepolto nel cimitero monumentale di Torino.

## Riconoscimenti e omaggi
Il nome di Francesco Cirio viene oggi ricordato in almeno quattro luoghi. A Nizza Monferrato, sua città natale, un busto opera di Leonardo Bistolfi campeggia in piazza XX Settembre, tra le bancarelle del mercato. A Castelnuovo Belbo, presso il Palazzo Municipale, dove, dal 26 febbraio 2012, è stato inaugurato un Museo sulla sua vita e le sue opere, con apertura mattutina tutti i giorni feriali. A Torino, nell'area di Porta Palazzo, gli sono stati dedicati una via e una lapide monumentale. Quest'ultima, collocata a lato del numero civico 24 di piazza della Repubblica, è un'opera Liberty di Biscarra. Sotto all'effigie di Cirio vi sono un altorilievo e un testo elogiativo inciso nel marmo, ma la data indicata della nascita di Cirio è errata: Francesco Cirio venne alla luce il 25 dicembre 1836 e non il 25 dicembre 1835, come erroneamente inciso sulla lapide.
Nel 2022 la casa editrice Sperling pubblica una biografia romanzata di Francesco Cirio, opera di Beba Slijepcevic e Allegra Groppelli, intitolata Che il mondo ti somigli. La saga di Francesco Cirio, che riscuote un certo successo di pubblico.